# Eberswalde-skatten
Eberswalde-skatten (tysk: Eberswalder Goldschatz eller Goldfund von Eberswalde) er et depotfund fra bronzealderen, som består af 81 guldgenstande med en samlet vægt på 2,59 kg. Det er den største forhistoriske samling af guldgenstande, der er fundet i Tyskland, og det bliver betragtet som en af de vigtigste fund fra Centraleuropas bronzealder.
Fundet blev gjort den 16. maj 1913 i Eberswalde, Brandenburg. Det befinder sig i dag i Rusland, da den blev stjålet af Sovjetunionen efter afslutningen på anden verdenskrig.